# Томас, Макс
Макс Томас (нем. Max Thomas; 4 августа 1891, Дюссельдорф, Германская империя — 6 декабря 1945, Вюрцбург, Американская зона оккупации Германии) — группенфюрер СС, генерал-лейтенант полиции и командир айнзацгруппы C, осуществлявшей массовые убийства на Украине.

## Биография
Макс Томас родился 4 августа 1891 года в Дюссельдорфе. Участвовал в Первой Мировой войне. В 1919 году был демобилизован из рейхсвера. До 1922 года изучал юриспруденцию и медицину и в 1923 году получил докторскую степень по медицине. С 1924 года практиковался как консультант по психиатрии. 1 мая 1933 года вступил в НСДАП (билет № 1848453). В июле 1933 года был зачислен в ряды СС (№ 141341). Томас стал членом городского муниципалитета во Фрицларе. В 1936 возглавил отделение унтерабшнита СД в Касселе. В 1939 году возглавил оберабшнит СД «Рейн». В звании штандартенфюрера СС был инспектором полиции безопасности и СД в Висбадене. С июня 1940 по осень 1941 года был командиром полиции безопасности и СД в Бельгии и Северной Франции. В октябре 1941 года сменил Отто Раша на посту руководителя айнзацгруппы С. К концу 1941 году айнзацгруппа уничтожила 26 000 человек. В марте 1942 года стал руководителем полиции безопасностии СД на Украине. 9 ноября 1942 года ему было присвоено звание группенфюрера СС. Томас был ответственным за «расформирование» гетто для украинских евреев, из которых 300 000 были убиты. Из-за многочисленных ранений оставил пост руководителя айнзацгруппы и в марте 1943 года стал высшим руководителем СС и полиции на Чёрном море. Авиакатастрофа в декабре 1943 года привела к тому, что в апреле 1944 года он был переведён в резерв.

### После войны
После войны скрывался под именем Карла Бранденбурга и занимался медицинской 
практикой. В конце 1945 года предпринял попытку самоубийства и умер в вюрцбургской больнице.